# Antonieta de Mónaco

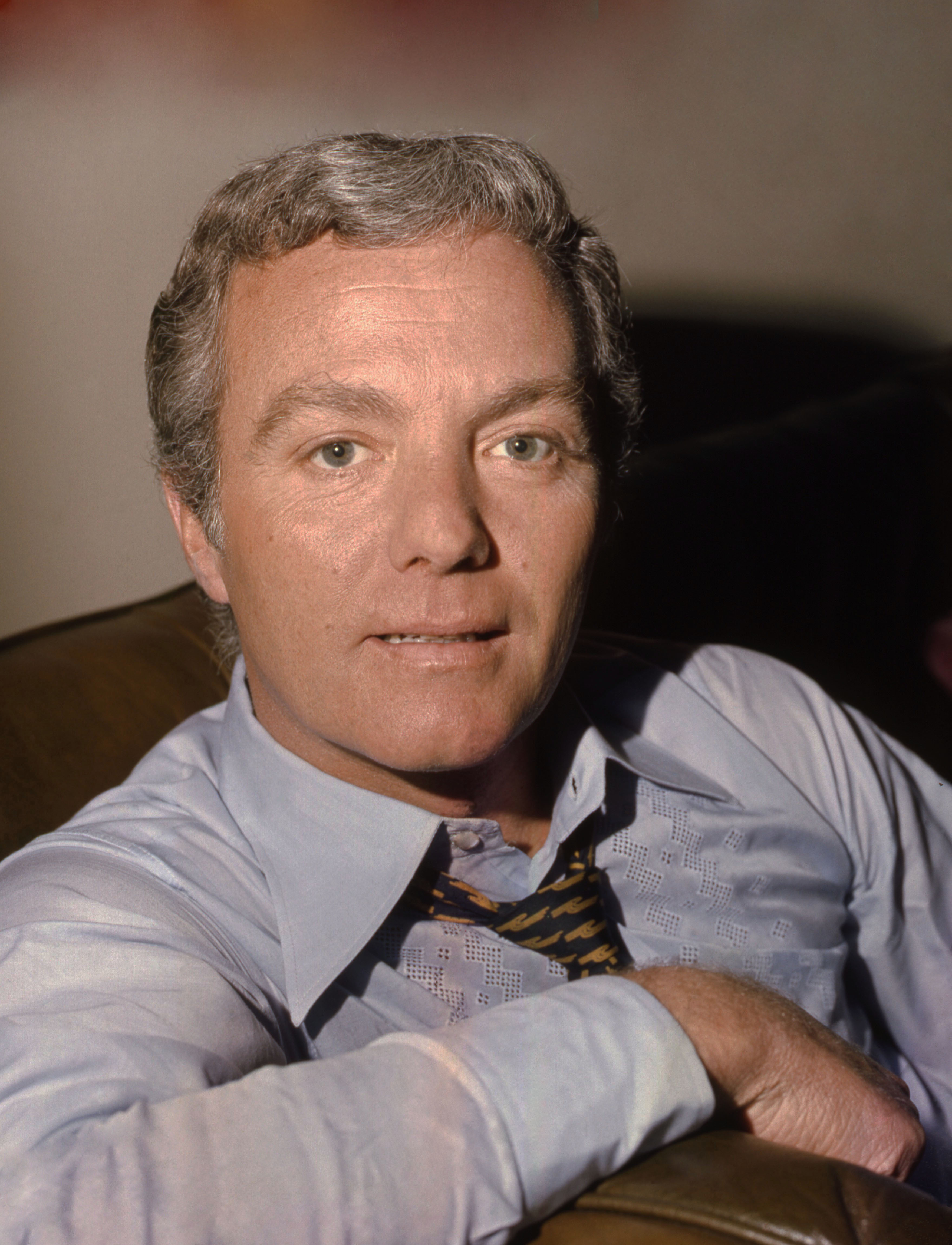
John Brian Gilpin, tercer esposo de la princesa Antonieta. Foto de Allan Warren.

Antonieta de Mónaco (en francés: Antoinette Louise Alberte Suzanne Grimaldi). (28 de diciembre de 1920-18 de marzo de 2011) princesa de Mónaco, condesa de Polignac y baronesa de Massy. Fue miembro de la familia principesca de Mónaco, hermana mayor del príncipe Raniero III de Mónaco, tía de Carolina de Mónaco, Alberto II de Mónaco y Estefanía de Mónaco. Sus padres fueron el príncipe Pedro, conde de Polignac y la princesa Carlota, duquesa de Valentinois. Nació en París y murió en Mónaco.

## Infancia
La infancia de la princesa y su hermano fue infeliz y sombría, al punto de que Raniero llegó a comentar en una ocasión: 

Mi hermana y yo hemos sido educados por una niñera. A nuestros padres sólo les veíamos a las cinco de la tarde y únicamente durante una hora. El resto del tiempo estábamos confinados en una habitación de juegos.

La propia Antonieta añadía: 

Mi madre parecía más interesada en sus perros que en sus hijos.

## Descendencia
La princesa Antonieta tuvo una larga relación sentimental con Alexandre Athenase Noghès, un abogado monegasco y campeón internacional de tenis a mediados de los años 1940. Tuvo tres hijos no matrimoniales de esta relación, los cuales se encuentran fuera de la línea de sucesión al trono monegasco:
- Isabel Ana de Massy (Mónaco, 13 de enero de 1947-Mónaco, 10 de junio de 2020). Se casó dos veces y ha tenido dos hijos:
  - Jean-Léonard Taubert-Natta de Massy (nacido en 1974; Jean-Léonard es Barón de Taubert, Conde de Natta, Marqués de Tonco, y Barón de Massy). Hijo de su primer marido, el Barón Bernard Alexandre de Taubert-Natta (1941-1989) (casados en Mónaco, el 19 de enero de 1974 y divorciados el 30 de octubre de 1980). Jean-Léonard contrajo matrimonio en Mónaco el 25 de abril de 2009 con Suzanne Chrimes. Padres de un hijo, Melchior.
  - Mélanie-Antoinette Costello de Massy (nacida en 1985). Con su segundo marido, Nicolai Vladimir Costello (n. 1943), también nombrado de Lusignan. Contrajeron matrimonio el 18 de octubre de 1984 en Londres y se divorciaron el 28 de marzo de 1985. Nicolai es coreógrafo de ballet.[3]
- Cristián Luis, Barón de Massy (Noghès) (nacido en Mónaco, el 17 de enero de 1949), casado por primera vez en Buenos Aires, el 14 de noviembre de 1970 y divorciado en 1978 de María Marta Quintana y del Carril (nacida en Londres, el 17 de junio de 1951) tuvieron una hija, Leticia; casado en segundas nupcias en Ramatuelle el 11 de septiembre de 1982 y divorciado en 1987 de Anne Michelle Lütken (28 de noviembre de 1959 - Londres, 25 de noviembre de 2001), sin descendencia; casado una tercera vez en abril de 1992 en Génova con Julia Lakschin (nacida el 6 de noviembre de 1968) y divorciados en 1995 sin descendencia, y casado en cuartas nupcias con Cécile Irène Gelabale[4] (nacida en Guadalupe en 1968), tuvieron dos hijos varones, Antoine (biológico), y Brice Gelabale-de Massy (adoptado):
  - Leticia de Massy (Noghès) (nacida en Buenos Aires, el 16 de mayo de 1971), casada con el Jonkheer Thomas de Brouwer (nacido en Amberes, el 22 de marzo de 1973), tienen dos hijos:
    - Jonkvrouw Rose de Brouwer (2008).
    - Jonkheer Sylvestre de Brouwer (2008).

  - (Adoptado) Brice Gelabale-de Massy (nacido el 2 de noviembre de 1987).
  - Antoine, Barón de Massy (Noghès) (nacido el 15 de enero de 1997).
- Cristina Alicia de Massy (Noghès) (Mónaco, 8 de julio de 1951-Niza, 15 de febrero de 1989), casada en Mónaco el 14 de febrero de 1972 y divorciada en 1976 de Charles Wayne Knecht (nacido en Filadelfia, Pensilvania, el 23 de noviembre de 1944), tuvieron un hijo, Keith Sebastian. Se casó en segundas nupcias el 25 de marzo de 1988 con Leon Leroy, sin descendencia:
  - Keith Sébastien Knecht de Massy (nacido en Filadelfia, Pensilvania, en 1972), casado en julio de 1999 con Donatella Dugaginy, y padres de cuatro hijos:
    - Christine (2000).
    - Alexia (2001).
    - Vittoria (2007).
    - Andrea (2008).

## Matrimonios
1. La princesa Antonieta y Alexandre Athenase Noghès finalmente se casaron en el Consulado de Mónaco en Génova el 4 de diciembre de 1951 (primer matrimonio para ella y segundo para él) y se divorciaron en 1954.
El 15 de noviembre de 1951; a Antonieta le fue otorgado el título de baronesa de Massy (Baronne de Massy). Sus hijos (Elisabeth-Anne, Christian-Louis y Christine-Alix) se apellidaron Grimaldi en su nacimiento. Posteriormente cambiaron sus apellidos por de Massy. Christian-Louis reclama el título de barón por medio de su madre, pero no está habilitado para su uso.[5][6]
2. Se casó con su segundo marido, el Dr. Jean Charles Rey (Mónaco, 22 de octubre de 1914 - Mónaco, 17 de septiembre de 1994), presidente del Conseil National, el parlamento monegasco, en La Haya el 2 de diciembre de 1961 y se divorciaron en 1974.
3. Su tercer y último marido fue John Brian Gilpin (Southsea, Hampshire, 10 de febrero de 1930 - Londres, 5 de septiembre de 1983), un renombrado bailarín de ballet del Reino Unido, con el cual se casó en Mónaco el 28 de julio de 1983. Él falleció repentinamente seis semanas más tarde.

## Vida
Una vez divorciada de Noghès, ella y su amante Jean Charles Rey urdieron un plan para destronar a su hermano Raniero III, Príncipe de Mónaco y declararse a sí misma Regente, sobre la base de tener un hijo que un día podría heredar el trono. Hizo circular por medio de la prensa el rumor de que la novia de Raniero, la actriz Gisèle Pascal, era estéril. Esto condujo a la ruptura inmediata de la relación.
El matrimonio de su hermano Raniero con Grace Kelly en 1956 y el nacimiento de sus descendientes, la Princesa Carolina en 1957 y Príncipe Alberto en 1958, desmontaron de un modo concluyente los planes de Antonieta.
Mantuvo una tensa relación con los soberanos basada en intrigas palaciegas y finalmente fue echada del palacio por la Princesa Grace. Su relación fue distante con la familia principesca por muchos años, aunque se fueron aproximando con el tiempo.
La princesa Antonieta fue conocida por sus excentricidades, y siempre fue descrita por sus sirvientes como "completamente loca". Llegó a desaparecer de Mónaco en algún momento posterior a 1956, cuando Grace de Mónaco la invitó a abandonar palacio. Vivió cerca de Mónaco en la localidad de Èze, con una gran colección de perros y gatos. Fue Presidenta de la Sociedad Protectora de Animales de Mónaco.
Además de la protección de los animales, otra de sus dedicaciones era presidir anualmente los Seminarios Internacionales de Mónaco sobre Medicina Alternativa, causa con la que estaba también muy comprometida.
Fue Vicepresidenta de la Cruz Roja Monegasca.
La princesa Antonieta y sus descendientes perdieron sus derechos en la Línea de sucesión al trono monegasco en 2002 con la reforma de las reglas de sucesión a la muerte de Raniero III.
El parque Princesa Antoinette está nombrado en su honor.

## Fallecimiento
La princesa Antonieta falleció el 18 de marzo de 2011, mientras se encontraba en el Centro Hospitalario Princesa Grace -que lleva el nombre de su cuñada-, donde llevaba un tiempo ingresada, a los 90 años de edad.
Su solemne funeral tuvo lugar a las diez de la mañana del 24 de marzo de 2011 en la catedral de Nuestra Señora Inmaculada, y sus restos mortales fueron trasladados a la capilla de la Paz, donde se encuentran sepultados también sus padres y sus hijas, Elizabeth-Ann y Christine-Alix, entre otros familiares.

## En la ficción
- Grace of Monaco (2014). Interpretada por la actriz Geraldine Somerville.

## Patronazgos
- Presidenta de la Sociedad Protectora de Animales y Refugio de Mónaco.
- Presidenta de la Sociedad Canina de Mónaco.
- Presidenta de las “Entrevistas sobre Medicamentos Energéticos en Mónaco”, que más tarde serían las “Entrevistas Internacionales en Mónaco”.
- Presidenta de la Federación Monegasca de Tenis.
- Presidenta del Monte Carlo Country Club.[8]
- Vicepresidenta de la Cruz Roja Monegasca.

## Títulos y estilos
- 28 de diciembre de 1920 – 15 de noviembre de 1951: Su Alteza Serenísima la Princesa Antonieta de Mónaco.
- 15 de noviembre de 1951 – 18 de marzo de 2011: Su Alteza Serenísima la Princesa Antonieta de Mónaco, Baronesa de Massy.[9]

## Distinciones honoríficas

### Distinciones honoríficas monegascas
- Dama Gran Cruz de la Orden de San Carlos (28/12/1938).[10][11][12]
- Medalla de Primera Clase por la Educación Física y los Deportes.[12]
- Medalla de la Cruz Roja Monegasca.[12]

## Ancestros
|  |                                                       |  |  |  |  |  |  |  |  |  |  |  |  |  |  |  |
|  | 16. Conde Camilo Melchor de Polignac                  |  |  |  |  |  |  |  |  |  |  |  |  |  |  |  |
|  |                                                       |  |  |  |  |  |  |  |  |  |  |  |  |  |  |  |
|  |                                                       |  |  |  |  |  |  |  |  |  |  |  |  |  |  |  |
|  | 8. Conde Carlos María de Polignac                     |  |  |  |  |  |  |  |  |  |  |  |  |  |  |  |
|  |                                                       |  |  |  |  |  |  |  |  |  |  |  |  |  |  |  |
|  |                                                       |  |  |  |  |  |  |  |  |  |  |  |  |  |  |  |
|  | 17. Carlota Calixta Le Vassor de la Touche            |  |  |  |  |  |  |  |  |  |  |  |  |  |  |  |
|  |                                                       |  |  |  |  |  |  |  |  |  |  |  |  |  |  |  |
|  |                                                       |  |  |  |  |  |  |  |  |  |  |  |  |  |  |  |
|  | 4. Conde Majencio Melchor de Polignac                 |  |  |  |  |  |  |  |  |  |  |  |  |  |  |  |
|  |                                                       |  |  |  |  |  |  |  |  |  |  |  |  |  |  |  |
|  |                                                       |  |  |  |  |  |  |  |  |  |  |  |  |  |  |  |
|  | 18. José Le Normand de Morando                        |  |  |  |  |  |  |  |  |  |  |  |  |  |  |  |
|  |                                                       |  |  |  |  |  |  |  |  |  |  |  |  |  |  |  |
|  |                                                       |  |  |  |  |  |  |  |  |  |  |  |  |  |  |  |
|  | 9. Carolina Josefina Le Normand de Morando            |  |  |  |  |  |  |  |  |  |  |  |  |  |  |  |
|  |                                                       |  |  |  |  |  |  |  |  |  |  |  |  |  |  |  |
|  |                                                       |  |  |  |  |  |  |  |  |  |  |  |  |  |  |  |
|  | 19. Ana María Papin de Thevigné                       |  |  |  |  |  |  |  |  |  |  |  |  |  |  |  |
|  |                                                       |  |  |  |  |  |  |  |  |  |  |  |  |  |  |  |
|  |                                                       |  |  |  |  |  |  |  |  |  |  |  |  |  |  |  |
|  | 2. Conde Pedro de Polignac                            |  |  |  |  |  |  |  |  |  |  |  |  |  |  |  |
|  |                                                       |  |  |  |  |  |  |  |  |  |  |  |  |  |  |  |
|  |                                                       |  |  |  |  |  |  |  |  |  |  |  |  |  |  |  |
|  | 20. Isidoro Francisco de la Torre                     |  |  |  |  |  |  |  |  |  |  |  |  |  |  |  |
|  |                                                       |  |  |  |  |  |  |  |  |  |  |  |  |  |  |  |
|  |                                                       |  |  |  |  |  |  |  |  |  |  |  |  |  |  |  |
|  | 10. Isidoro Fernando de la Torre y Carsí              |  |  |  |  |  |  |  |  |  |  |  |  |  |  |  |
|  |                                                       |  |  |  |  |  |  |  |  |  |  |  |  |  |  |  |
|  |                                                       |  |  |  |  |  |  |  |  |  |  |  |  |  |  |  |
|  | 21. Teresa Carsí                                      |  |  |  |  |  |  |  |  |  |  |  |  |  |  |  |
|  |                                                       |  |  |  |  |  |  |  |  |  |  |  |  |  |  |  |
|  |                                                       |  |  |  |  |  |  |  |  |  |  |  |  |  |  |  |
|  | 5. Susana Mariana de la Torre y Mier                  |  |  |  |  |  |  |  |  |  |  |  |  |  |  |  |
|  |                                                       |  |  |  |  |  |  |  |  |  |  |  |  |  |  |  |
|  |                                                       |  |  |  |  |  |  |  |  |  |  |  |  |  |  |  |
|  | 22. Gregorio de Mier y Terán                          |  |  |  |  |  |  |  |  |  |  |  |  |  |  |  |
|  |                                                       |  |  |  |  |  |  |  |  |  |  |  |  |  |  |  |
|  |                                                       |  |  |  |  |  |  |  |  |  |  |  |  |  |  |  |
|  | 11. María Luisa de Mier y Celis                       |  |  |  |  |  |  |  |  |  |  |  |  |  |  |  |
|  |                                                       |  |  |  |  |  |  |  |  |  |  |  |  |  |  |  |
|  |                                                       |  |  |  |  |  |  |  |  |  |  |  |  |  |  |  |
|  | 23. Mariana de Celis y Dosal                          |  |  |  |  |  |  |  |  |  |  |  |  |  |  |  |
|  |                                                       |  |  |  |  |  |  |  |  |  |  |  |  |  |  |  |
|  |                                                       |  |  |  |  |  |  |  |  |  |  |  |  |  |  |  |
|  | 1. Princesa Antonieta de Mónaco                       |  |  |  |  |  |  |  |  |  |  |  |  |  |  |  |
|  |                                                       |  |  |  |  |  |  |  |  |  |  |  |  |  |  |  |
|  |                                                       |  |  |  |  |  |  |  |  |  |  |  |  |  |  |  |
|  | 24. Príncipe Carlos III de Mónaco                     |  |  |  |  |  |  |  |  |  |  |  |  |  |  |  |
|  |                                                       |  |  |  |  |  |  |  |  |  |  |  |  |  |  |  |
|  |                                                       |  |  |  |  |  |  |  |  |  |  |  |  |  |  |  |
|  | 12. Príncipe Alberto I de Mónaco                      |  |  |  |  |  |  |  |  |  |  |  |  |  |  |  |
|  |                                                       |  |  |  |  |  |  |  |  |  |  |  |  |  |  |  |
|  |                                                       |  |  |  |  |  |  |  |  |  |  |  |  |  |  |  |
|  | 25. Condesa Antonieta de Mérode-Westerloo             |  |  |  |  |  |  |  |  |  |  |  |  |  |  |  |
|  |                                                       |  |  |  |  |  |  |  |  |  |  |  |  |  |  |  |
|  |                                                       |  |  |  |  |  |  |  |  |  |  |  |  |  |  |  |
|  | 6. Príncipe Luis II de Mónaco                         |  |  |  |  |  |  |  |  |  |  |  |  |  |  |  |
|  |                                                       |  |  |  |  |  |  |  |  |  |  |  |  |  |  |  |
|  |                                                       |  |  |  |  |  |  |  |  |  |  |  |  |  |  |  |
|  | 26. Guillermo Douglas-Hamilton, XI Duque de Hamilton  |  |  |  |  |  |  |  |  |  |  |  |  |  |  |  |
|  |                                                       |  |  |  |  |  |  |  |  |  |  |  |  |  |  |  |
|  |                                                       |  |  |  |  |  |  |  |  |  |  |  |  |  |  |  |
|  | 13. Lady María Victoria Douglas-Hamilton              |  |  |  |  |  |  |  |  |  |  |  |  |  |  |  |
|  |                                                       |  |  |  |  |  |  |  |  |  |  |  |  |  |  |  |
|  |                                                       |  |  |  |  |  |  |  |  |  |  |  |  |  |  |  |
|  | 27. Princesa María Amelia de Baden                    |  |  |  |  |  |  |  |  |  |  |  |  |  |  |  |
|  |                                                       |  |  |  |  |  |  |  |  |  |  |  |  |  |  |  |
|  |                                                       |  |  |  |  |  |  |  |  |  |  |  |  |  |  |  |
|  | 3. Princesa Carlota de Mónaco, Duquesa de Valentinois |  |  |  |  |  |  |  |  |  |  |  |  |  |  |  |
|  |                                                       |  |  |  |  |  |  |  |  |  |  |  |  |  |  |  |
|  |                                                       |  |  |  |  |  |  |  |  |  |  |  |  |  |  |  |
|  | 28. Jaime Antonio Louvet                              |  |  |  |  |  |  |  |  |  |  |  |  |  |  |  |
|  |                                                       |  |  |  |  |  |  |  |  |  |  |  |  |  |  |  |
|  |                                                       |  |  |  |  |  |  |  |  |  |  |  |  |  |  |  |
|  | 14. Jaime Enrique Louvet                              |  |  |  |  |  |  |  |  |  |  |  |  |  |  |  |
|  |                                                       |  |  |  |  |  |  |  |  |  |  |  |  |  |  |  |
|  |                                                       |  |  |  |  |  |  |  |  |  |  |  |  |  |  |  |
|  | 29. María Catalina Jouanne                            |  |  |  |  |  |  |  |  |  |  |  |  |  |  |  |
|  |                                                       |  |  |  |  |  |  |  |  |  |  |  |  |  |  |  |
|  |                                                       |  |  |  |  |  |  |  |  |  |  |  |  |  |  |  |
|  | 7. María Julieta Louvet                               |  |  |  |  |  |  |  |  |  |  |  |  |  |  |  |
|  |                                                       |  |  |  |  |  |  |  |  |  |  |  |  |  |  |  |
|  |                                                       |  |  |  |  |  |  |  |  |  |  |  |  |  |  |  |
|  | 30. Pedro Miguel Piedefer                             |  |  |  |  |  |  |  |  |  |  |  |  |  |  |  |
|  |                                                       |  |  |  |  |  |  |  |  |  |  |  |  |  |  |  |
|  |                                                       |  |  |  |  |  |  |  |  |  |  |  |  |  |  |  |
|  | 15. Josefina Elmira Piedefer                          |  |  |  |  |  |  |  |  |  |  |  |  |  |  |  |
|  |                                                       |  |  |  |  |  |  |  |  |  |  |  |  |  |  |  |
|  |                                                       |  |  |  |  |  |  |  |  |  |  |  |  |  |  |  |
|  | 31. María Ana Brunel                                  |  |  |  |  |  |  |  |  |  |  |  |  |  |  |  |
|  |                                                       |  |  |  |  |  |  |  |  |  |  |  |  |  |  |  |
|  |                                                       |  |  |  |  |  |  |  |  |  |  |  |  |  |  |  |